# Швайківська сільська територіальна громада
Швайківська сільська територіальна громада — територіальна громада в Україні, в Бердичівському районі Житомирської області. Адміністративний центр — село Швайківка.

## Загальна інформація
Площа території — 132,4 км², кількість населення — 4 253 особи (2020).
Станом на 2018 рік, площа громади — 109,12 км², населення — 3 713 мешканці.

## Населені пункти
До складу громади входять 1 селище (Берізки) і 7 сіл: Демчин, Катеринівка, Малосілка, Мирославка, Райки, Слободище та Швайківка.

## Старостинські округи
- Мирославський №1
- Райківський №2
- Слободищенський №3
- Малосілківський №4[3]

## Історія
Утворена 13 серпня 2018 року шляхом об'єднання Мирославської, Райківської, Слободищенської та Швайківської сільських рад Бердичівського району Житомирської області.
Відповідно до розпорядження Кабінету Міністрів України № 711-р від 12 червня 2020 року «Про визначення адміністративних центрів та затвердження територій територіальних громад Житомирської області», до складу громади були включені територія та населені пункти Малосілківської сільської ради Бердичівського району Житомирської області.
Відповідно до постанови Верховної Ради України № 807-IX від 17 липня 2020 року «Про утворення та ліквідацію районів», громада увійшла до складу новоствореного Бердичівського району Житомирської області.